# Історія доменного виробництва в Україні

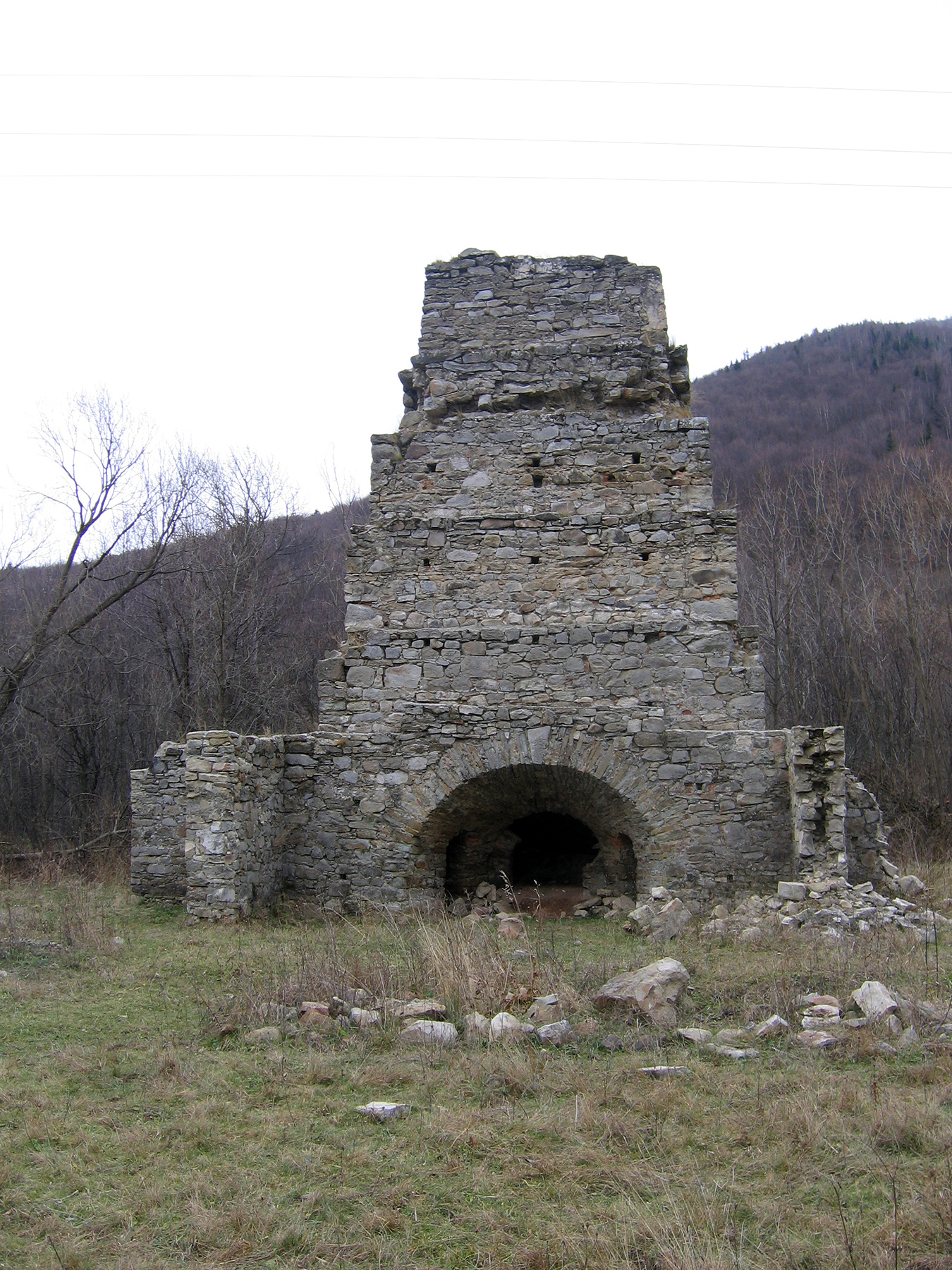
Ангелівська доменна піч. Пам'ятка доменного виробництва у Івано-Франківській області. Є найстарішою доменною піччю України, з числа тих, що збереглися. Працювала у 1812—1818 роках. Типова доменна піч свого часу.

Історія доменного виробництва в Україні бере свій початок від середини XVIII століття, коли спочатку на Прикарпатті, а потім і на Поліссі почали будувати перші відомі на території України доменні печі.

## Металургія заліза в Україні до появи доменного виробництва
До появи на території України доменного виробництва, тут з давніх часів існувала доволі розвинена металургія заліза. У XIV столітті у багатьох місцях України на Поліссі, Полтавщині, Харківщині і в Галичині з'явилися нові заклади з виробництва заліза — рудні. Залізо на них отримували сиродутним способом у великих горнах і домницях. Великі рудні, на яких було розподілення праці, являли собою перші залізоробні мануфактури. В деяких місцевостях вони збереглися до середини XIX століття.

## XVIII століття
У 1724 році Києво-Печерською лаврою була запроектована перша в Україні доменна мануфактура на рудоносних землях Стародубського полку. Однак з невідомих причин проект не було здійснено.   (Стор. 37)  
У другій половині XVIII століття зростаючий попит на метал спричинив будівництво спочатку у районі Карпат, а потім і на Поліссі залізоплавильних підприємств мануфактурного типу, що мали доменну піч (високу піч) і декілька кричних горен для переробки чавуну, отриманого у доменних печах, на ковке залізо.

### Прикарпаття
У 60-х роках XVIII століття доменні печі малої продуктивності були на мануфактурах де-яких місцевостей Прикарпаття, зокрема у селах Смільна королівської Самбірської економії, Руді Креховській, Руді-Ружанецькій та інших. Підприємство у селі Смільне складалося з однієї доменної печі, трьох кричних горен, двох кузень. Тут виробляли переважно штабове залізо, але крім того виливали казани, баняки, дзвони, мортири. 1768 року мануфактура давала лише 150 пудів (2,4 т) чавуну на тиждень. У 1769—1770 роках вона давала чавуну ще менше, причому функціонувала лише 12 тижнів. Це було викликано низькою якістю місцевої руди і виробів, що не мали великого попиту. Значна частина продукції йшла на задоволення потреб самої Самбірської королівської економії.

### Полісся
На Правобережному Поліссі наприкінці XVIII століття з'явилися перші доменні печі невеликого розміру, в яких виплавляли чавун з місцевих болотних і гірських руд на деревному вугіллі, яке випалювали з деревини місцевих лісів.
Перший на Правобережному Поліссі доменний завод — «Висока піч» («Високопічанський») — було введено в дію 1773 року. На заводі діяли дві невеличкі доменних печі. Того ж року почав діяти другий доменний завод — Кропивнеський, збудований у селі Кропивня на річці Тні неподалік від Новоград-Волинського. Кропивненський доменний завод був доволі великим металургійним підприємством. У селі Чижівка Новоград-Волинського повіту 1778 року почав працювати великий для того часу залізоробний завод. 1783 року почав роботу Городокський доменний завод.
На Високопічанській доменній мануфактурі у 1797 році виплавили 10,8 тис. пудів (172,8 т) заліза. 1798 року тут працювало 90 чоловік, кілька десятків робітників було зайнято на видобутку руди.
Ці заводи працювали і у XIX столітті, коли їх було перероблено і модернізовано.

### Східна Україна
Наприкінці XVIII століття, 1799 року у селі Кам'яний Брід Донецького повіту було збудовано перший металургійний завод на сході України — казенний Луганський чавуноливарний завод, збудований за урядовим указом. Доменні печі заводу почали роботу 1799 року. Чавун виплавлявся з місцевих городищенських руд на місцевому лисичанському кам'яному вугіллі. Це був перший завод на території України і Російської Імперії (під окупацією якої знаходилася Україна), де доменні печі працювали не на деревному, а на кам'яному вугіллі. Технології таких плавок у металургійному виробництві заводів Росії до того часу ще не знали. Проте перші плавки не дали позитивних результатів і після марних дослідів 1806 року доменну плавку на Луганському заводі припинили. Сам завод ще продовжував працювати, переплавляв уральський чавун та металобрухт з фортець і флоту Чорного моря.
Втім, спроби організувати доменну плавку на мінеральному паливі на заводі продовжувалися ще багато років. Не організувавши нормальної плавки чавуну на кам'яному вугіллі, завод поступово втрачав своє значення. 20 червня 1887 року на підставі урядового указу завод був ліквідований. На його місці було організовано казенний патронний Луганський завод.

## XIX століття

### Прикарпаття

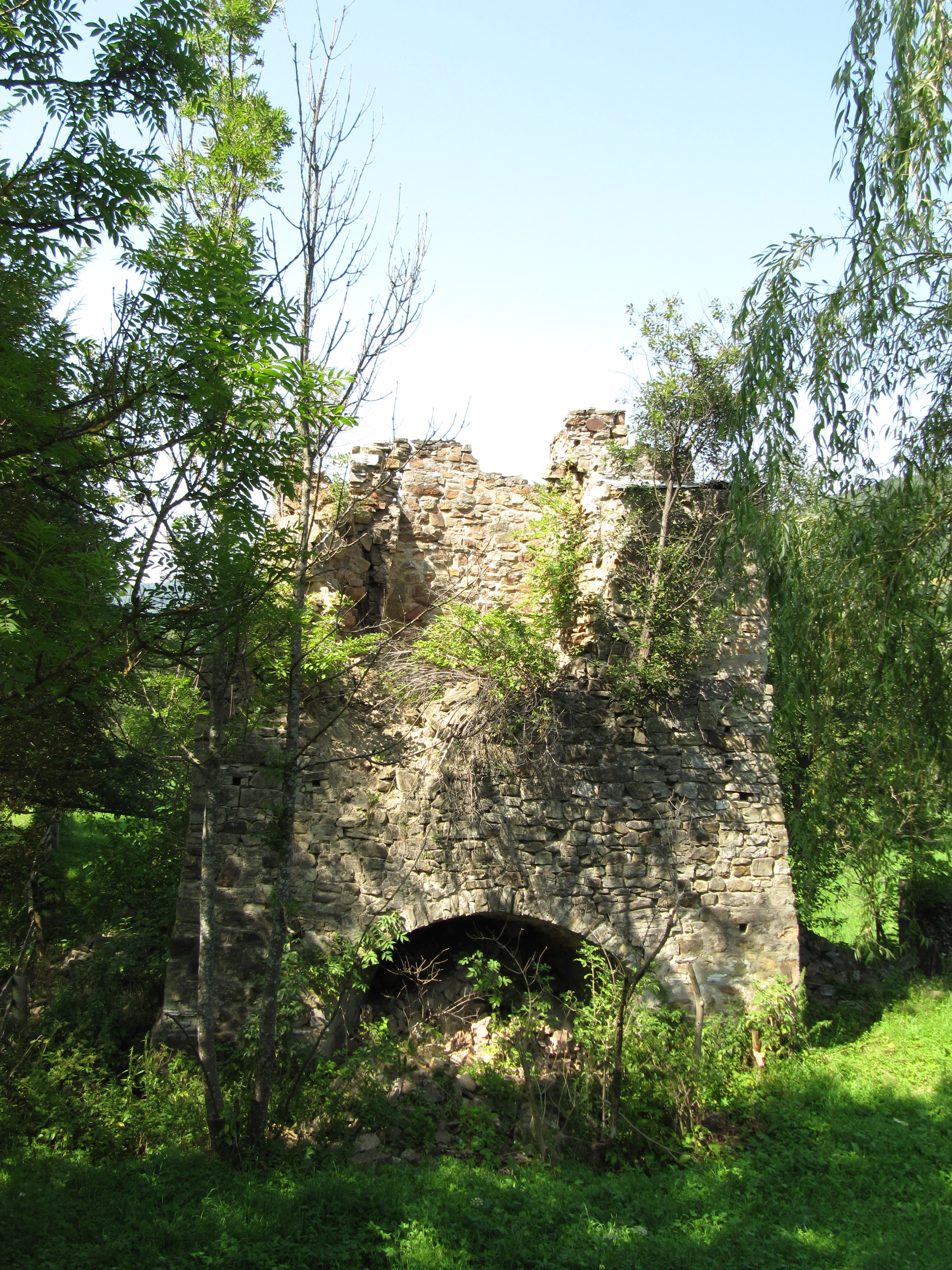
Доменна піч у селі Майдан (тепер — Дрогобицького району Львівської області). Працювала з 1814 року. Фото 1986 року.

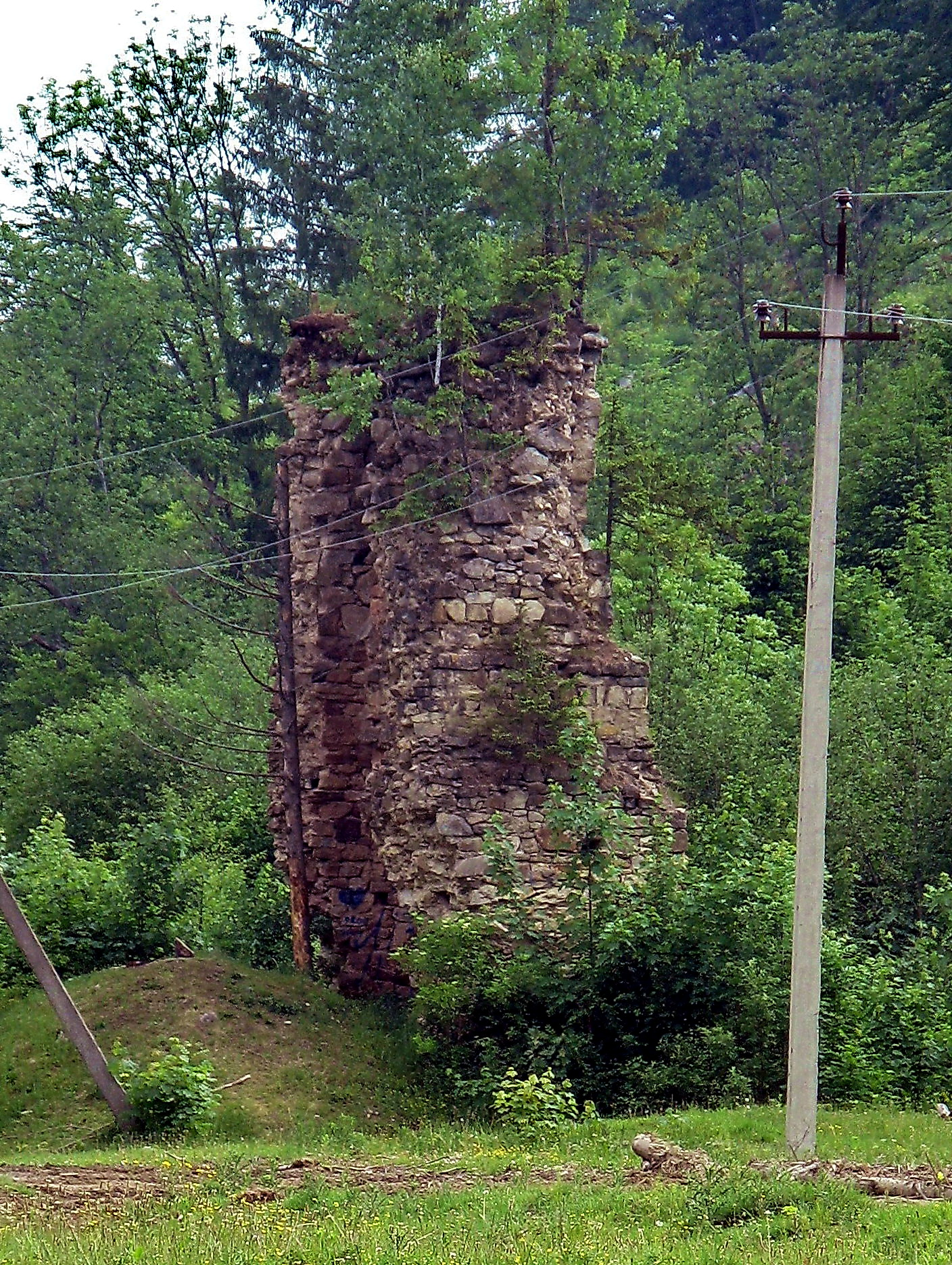
Рештки доменної печі першої половини XIX століття у селі Мигове, Вижницького району Чернівецької області.

1810 року на території Східної Галичини було 13 доменних печей малої продуктивності, зокрема у селах Майдан, Рибник, Смільне (Самбірський округ), Дубин, Демня, Сколе та інших. На доменних підприємствах працювало по 50—80 і навіть 110—120 чоловік. Річна продукція доменної печі становила в більшості випадків 6,9—13,8 тис. пудів (110,4—220,8 т) заліза   (Стор. 42)   (для порівняння: сучасна доменна піч відносно невеликого об'єму виробляє таку кількість чавуну лише за кілька годин). На всіх залізоплавильних підприємствах краю виплавляли в середньому 30—40 тис. пудів (480—640 т) металу на рік. Однак цієї кількості не вистачало для того, щоб задовольнити зростаючий попит. Залізо місцевого виробництва було не завжди високої якості, тому воно завозилося ще й з Закарпаття.
У 20—30-х роках XIX століття у Східній Галичині хоч і виникли нові залізорудні мануфактури (наприклад, у селах Орові, Підбужі Самборського округу, Вишкові Стрийського округу, Команчі, Душатині Сяноцького округу, однак вони не викликали підйому металургійного виробництва.
1822 року у краї налічувалося 14 домен і 2 домниці (в селах Майдані, Смільні, Августові, Дубині, Вільховці та інших). Східногалицькі домни давали в цей час щорічно не більше 40,6—56,3 тис. пудів (649,6—900,8 т) металу.
Загалом з кінця XVIII і до середини XIX століття у Східній Галичині було збудовано 25 доменних печей малої продуктивності. У 40-ві роки XIX століття нові підприємства у Східній Галичині вже майже не будувалися. У 40-х роках XIX століття більшу частину виробленого на Прикарпатті заліза давали більш потужні мануфактури Західної Галичини і Південної Буковини.
Східногалицькі металургійні мануфактури не витримали конкуренції з більш дешевим залізом західних провінцій австрійської монархії. Після будівництва у 60-х роках залізниці східногалицькі мануфактури ще більше занепали. 1880 року налічувалося лише 6 залізоплавильних підприємств, на яких було зайнято 109 робітників. У 1885 році залишилося лише 3 підприємства, що виробляло залізо з руди, інші — з залізного брухту. У 1890 році їх діяло лише 4, кількість робітників на яких становила 78 чоловік.
На Північній Буковині була збудована доменна піч малої продуктивності біля села Мигове.

### Закарпаття
На Закарпатті було збудовано близько 15 доменних печей, зокрема у селах Нова Візниця, Шелестове, Чинадієве, Верхні Ремети, Турьє-Ремети, Анталовці, Кобилецька Поляна, Фридешеве та інших, в більшості з яких до цього були невеликі рудні.
Завдяки більш високій якості місцевих руд (вміст заліза становив 15—30 %, в окремих місцевостях 40 %, а подекуди й 55—57 %), а також широкому використанню найманої праці продуктивність окремих закарпатських мануфактур була вищою від східногалицьких. На початку 40-х років XIX століття металургійне підприємство в селі Шелестове виробляло приблизно стільки ж металу, скільки всі східногалицькі домни. Однак більшість закарпатських залізоплавильних підприємств були невеликими і поступово перетворилися у майстерні з ремонту сільськогосподарського реманенту.
На кінець XIX століття через нерентабельність виробництва металургійні підприємства Закарпаття занепали.
Виробництво чавуну у районі Карпат припинилося, потреби місцевого ринку у залізі почали задовольнятись цілком за рахунок привозу.

### Полісся
У XIX столітті було збудовано ще три доменних підприємства. 1803 — Любашівське в селі Любаші Рівненського повіту, 1847 року Симоновське, 1848 року Денишівське у селі Дениші на річці Тетерів.
У першій половині XIX століття в Поліссі працювало шість доменних заводів, які виплавляли чавун у доменних печах, що працювали на деревному вугіллі. Три доменних заводи діяли у Житомирському повіті, два — у Новгород-Волинському і один — у Ровенському повіті.
1824 року на Кропивненському доменному заводі виробляли за добу близько 90 пудів (1,45 т) чавуну, а за рік виплавляли до 6 тис. пудів (96 т) металу. На підприємстві було зайнято 40—70 робітників, на розробці залізної руди — до 50 чоловік. Болотну руду добували на місці, а гірську — на родовищі за 18—20 км. У доменну піч за добу засипали до 15 колош по 10 пудів (160 кг) рудної суміші. За весь час існування він кілька разів переходив до різних власників, то розростаючись, то занепадаючи. Найбільша продуктивність була досягнута 1895 року — 45 тис. пудів (720 т).
На Денишевському заводі була одна доменна піч на той час дуже великих розмірів — 48,5 футів (14,7 м) висотою. При доменній печі були повітродувні циліндри, які подавали дуття в домни за допомогою парової машини в 16 кінських сил. 1854 року завод припинив роботу і відновив її у 1870-х роках.
Інший завод — Висока піч — у 1853 році мав одну доменну піч і одну вагранку, яка переплавляла чавун для різних виробів. Повітродувний пристрій приводився в дію водяним колесом, встановленим на річці Тетерів. Доменна піч працювала переважно під час осінньої і весняної повені. За добу проплавляли майже 120 пудів (1,92 т) руди.
В середині XIX століття діяли один доменний завод у селі Симонах Житомирського повіту, один — в селі Любаші Ровенського повіту, і заводи у селах Кропивна і Чижівка Новоград-Волинського повіту.
На доменних печах Полісся не знали про застосування гарячого дуття. Як правило доменні печі працювали під час водопілля. Робітниками тут були головним чином селяни. Продуктивність доменних заводів була не високою. Шість заводів у середині XIX століття виробляли 11—12 тис. пудів (176—192 т) чавуну на рік.
Найбільше виробляли деталей з чавуну для сільськогосподарських машин і цукрових заводів. Частина виробів продавалася на торгах і ярмарках у Волинській і частково Київській губерніях.
Поряд з доменними заводами, що виплавляли чавун, та залізними заводами було дуже поширене кустарне виробництво заліза з руди у горнах з ручною подачею повітря і вододіючих домницях. Наприкінці XVIII століття на Поліссі існувало до 500 рудень.
Були спроби розвинути металургію Полісся організацією доменного виробництва на відносно великих заводах.
Поміщики ряду районів Полісся у першій половині XIX століття намагались організувати у більших масштабах металургійне виробництво як за свій рахунок, так і з залученням коштів казни. На початку XIX століття за ініціативою власників Потіївського і Вороб'ївського маєтків виникла ідея про будівництво казенного металургійного заводу на Житомирщині з метою використання місцевих руд. Експедиція Гірничого департаменту об'їхала в 1824—1825 роках ряд районів Полісся і дійшла до висновку про недоцільність будівництва казенного заводу через виробленість багатьох «рудокопних ям», лісів та через нестачу води для заводів.
Металургія Полісся України ґрунтувалась на використанні місцевих руд, вогнетривких матеріалів і флюсів. Як пальне застосовувалось деревне вугілля, яке випалювали з лісів, що належали, як правило, власникам заводів. За тривалий час існування залізоробних підприємств, а потім і доменних заводів запаси руди, розташовані поблизу підприємств, були у значній мірі вичерпані, а ліси були знищені. Видобуток руди і випалювання вугілля на великій віддалі від заводів і доставка їх до печей кіньми у підводах були дуже неекономічними. Робота доменних і залізоробних заводів, а також рудень ґрунтувалась на використанні текучої води і була найбільш інтенсивною в період повені.
Наприкінці XIX століття ця металургія була витіснена металургійною промисловістю Донбасу і Придніпров'я, які виникли у другій половині XIX століття і дуже розвинулися на кінець XIX століття.
Найбільші заводи Полісся, такі як Турчинський, Ягоденський і Денишевський припинили свою діяльність лише у 1900—1903 роках.

### Схід України
Україна з її багатими сировинними ресурсами і великими можливостями промислового розвитку з давніх часів була об'єктом імперіалістичних зазіхань Росії і через її посередництво — ділків деяких країн Заходу.
За сто років, з 1798 по 1900 роки, на сході України було збудовано 17 заводів, на яких було доменне виробництво. На 1 заводі ще до кінця XIX століття було припинено доменне виробництво, отож станом на 1900 рік на сході України діяло 16 металургійних заводів, на яких були доменні цехи.
За цей період на кінець XIX століття на сході України утворилося три металургійних райони: у Придніпров'ї, Донбасі і на березі Азовського моря.

#### Керченський завод
1845 року на Керченському півострові було збудовано Керченський металургійний завод з метою проплавлення місцевих керченських руд з використанням донецького антрациту з Грушівської копальні. Доменну піч було збудовано інженером А. Мевіусом. Тут вперше у Російській Імперії була успішно освоєна виплавка чавуну на мінеральному паливі, проте завод був невигідним через роботу на привізному паливі і через те, що вихід чавуну з руди був лише 26 %. На Керченському заводі робилися спроби виробляти чавун на коксі.
Завод було висаджено у повітря англійськими військами під час Кримської війни. Знову завод тут побудували 1898 року.

#### Петровський завод
1857 року урядом було вирішено збудувати новий казенний завод на річці Садка, поблизу села Корсуні, виділивши для цього 100 десятин казенної землі. Будівництво розпочалося 1858 року. Завод було названо урядом Петровським на честь Петра І. Завод було збудовано поблизу від родовищ кам'яного вугілля і залізної руди. Вугілля видобувалося за 5 верст від заводу, руда — за 5—8 верст від заводу. Перша плавка в доменній печі відбулася у квітні 1862 року. На цьому заводі вперше в Україні і Російській Імперії було здійснено доменну плавку на коксі. Загалом на заводі було виплавлено на коксі 91 тис. пудів чавуну.
Через великий жар горно печі було зіпсоване. За наказом директора Гірничого департаменту генерал-майора В. Рашета існуючу доменну піч замінили новою системою, цього ж генерала Рашета, яка виявилася непридатною. З Пруссії на Петровський завод виписали навіть німецького техніка Ейбреха, який, втім, нічого не зміг зробити. Різні досліди призвели до остаточного підриву діяльності заводу і до його закриття.

#### Лисичанськ
1866 року у Лисичанську урядом було збудовано ще один завод. Проте виявилось, що коксування вугілля не мало успіху, а руда коштувала надто дорого бо завозилася здалека. На цей завод було зібрано робітників, які до цього працювали на Луганському, Керченському і Петровському заводах

#### Юзівський завод
1871 року «Новоросійським товариством кам'яновугільного, залізоробного та рейкового виробництв» у балці Скоморошка у верхів'ях річки Кальміус було споруджено Юзівський металургійний завод. 24 квітня 1871 року на заводі було задуто першу доменну піч. Проте, піч працювала три дні, а потім через неполадки простояла майже дев'ять місяців. 24 січня 1872 року доменна піч почала регулярно виплавляти чавун з місцевих руд на коксі. У вересні 1876 року вступила в дію друга доменна піч цього заводу. Спочатку завод працював на місцевих рудах і вугіллі. З розвитком залізничного транспорту завод перейшов на використання залізної руди з Криворізького залізорудного басейну.
Спочатку будували заводи там, де близько одне до одного були розташовані поклади залізної руди і вугілля.
З відкриттям Катерининської залізниці 18 травня 1884 року з'явилася можливість доставляти високоякісну залізну руду з Кривого Рога у Донбас і донецьке вугілля у район Кривого Рога і Придніпров'я на відстані понад 600 кілометрів. Відкрилась велика перспектива для розвитку металургійної промисловості в нових районах і її розвитку на Донбасі. Почали швидко виникати одне за одним різні акціонерні товариства, переважно іноземного походження з будівництва великих металургійних підприємств у Донбасі і Придніпров'ї. Якщо за 25 років, протягом 1860—1885 років, було збудовано лише два металургійних заводи, то після відкриття залізниці за 1886—1900 роки було збудовано 11 заводів з доменним виробництвом, 4 заводи у Придніпров'ї, 5 заводів у Донбасі, 4 заводи у районі Азовського моря, включно з заводом у місті Таганрог.

#### Брянський (Олександрівський) металургійний завод

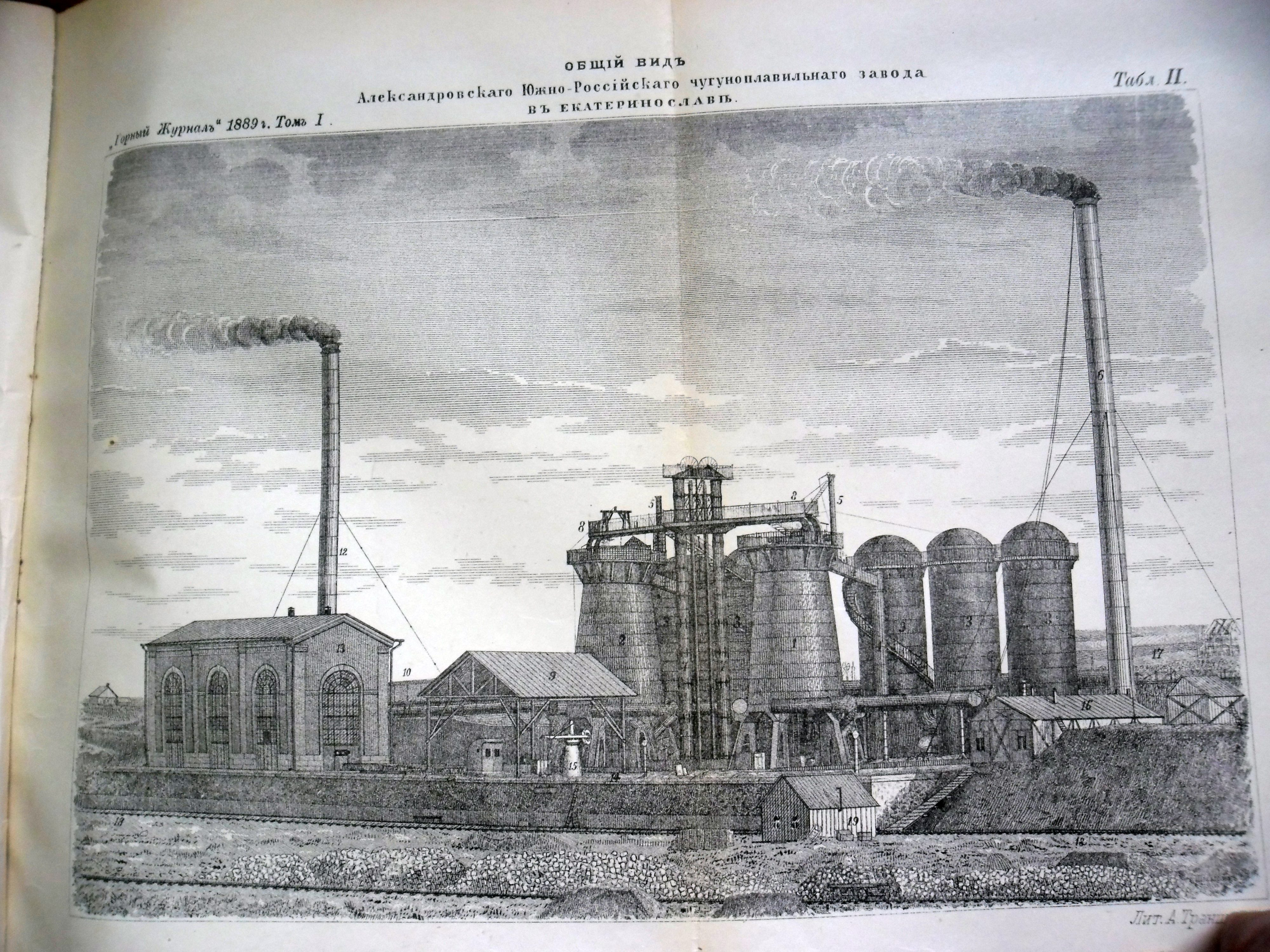
Доменні печі Олександрівського металургійного заводу.

1885 року Брянське акціонерне товариство, яке врахувало багатства Криворізького залізорудного басейну і наявність залізниці почало будівництво заводу на околиці Катеринослава. Завод називався Олександрівським Південноросійським залізоробним і залізопрокатним заводом Брянського акціонерного товариства (тепер Дніпропетровський металургійний завод). Перша доменна піч цього заводу стала до ладу в серпні 1887 року, а друга — в 1888 році. Тут було коксове виробництво. Завод водним шляхом сполучався з основним заводом Брянського акціонерного товариства у місті Бежиці на річці Десні.

#### Дніпровський металургійний завод

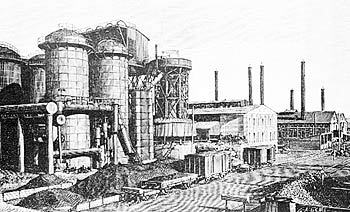
Доменний і бесемерівський цехи Дніпровського заводу 1896 року.

1886 року Варшавське акціонерне товариство сталеливарного рейкового заводу разом з Бельгійською компанією «Кокеріль» організувало «Південно-Російське Дніпровське металургійне товариство», яке побудувало Дніпровський металургійний завод біля села Кам'янського на річці Дніпро (за 30 верст від Катеринослава і за 28 верст від Олександрівського заводу). Завод став до ладу у 1887 році. Це був найбільший металургійний комбінат. Його відділенням був Кадіївський (Алмазянський) завод.

#### Дружківський металургійний завод

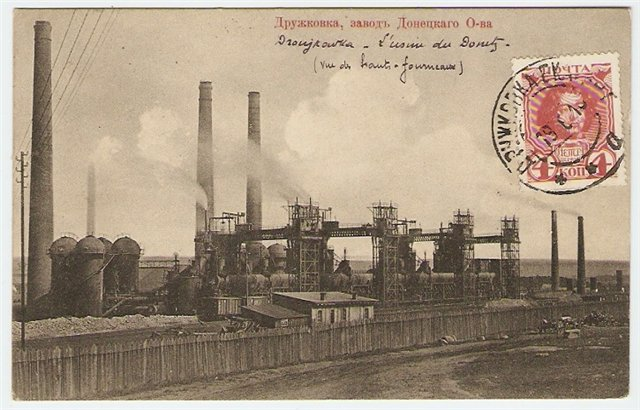
Дружківський металургійний завод на листівці.

1893 року Донецьке акціонерне товариство, засноване у Парижі 5 липня 1891 року, збудувало Дружківський металургійний завод, на якому 12 травня 1894 року почала діяти перша доменна піч.

#### Гданцівський чавуноплавильний завод
У районі Гданцівки (тепер у межах Крвого Рогу) на іншому від Кривого Рогу березі річки Інгулець французьким Товариством криворізьких руд протягом 1890—1892 років було збудовано Гданцівський чавуноплавильний завод. Завод задумувався як підприємство, на якому мало бути лише доменне виробництво. На заводі працювало дві доменних печі об'ємом по 200 м³ кожна. На початку XX століття було збудовано третю піч.

#### Завод Донецько— Юр'ївського металургійного товариства
Біля станції Юр'ївка (тепер Комунарськ) залізниці Луганськ — Дебальцеве 1895 року було засновано металургійний завод Донецько — Юр'ївського металургійного товариства (тепер Алчевський металургійний комбінат). Перша доменна піч була задута у травні 1896 року. У 1900 році на заводі працювало 3200 робітників.

#### Верхньодніпровський металургійний завод
Завод було збудовано біля Верхньодніпровська. Мав одну доменну піч. 1899 року завод виплавив 846 тис. пудів чавуну, після чого припинив доменне виробництво і виробляв лише різні чавунні виливки. 1908 року завод припинив свою діяльність.

#### Нікополь-Маріупольський
Почав роботу 1896 року.

#### Маріупольський металургійний завод
Збудовано 1897 року акціонерним товариством «Російський Провіданс».

#### Вільхівський металургійний завод
1898 року на лінії Дебальцеве — Міллерове в Успенську було побудовано Вільхівський металургійний завод Бельгійським акціонерним товариством доменних печей і фабрик. Завод мав дві доменних печі загальною продуктивністю 6 млн. пудів чавуну на рік.

#### Макіївський металургійний завод
1898 року розпочалося будівництво заводу Генеральним товариством доменних печей залізоробних і стальних заводів Росії, утвореним 1898 року у Парижі французьким банком. У червні 1899 року почала діяти перша доменна піч цього заводу потужністю 115 тонн чавуну на добу. Завод випускав металопрокат і труби.

#### Кадіївський металургійний завод

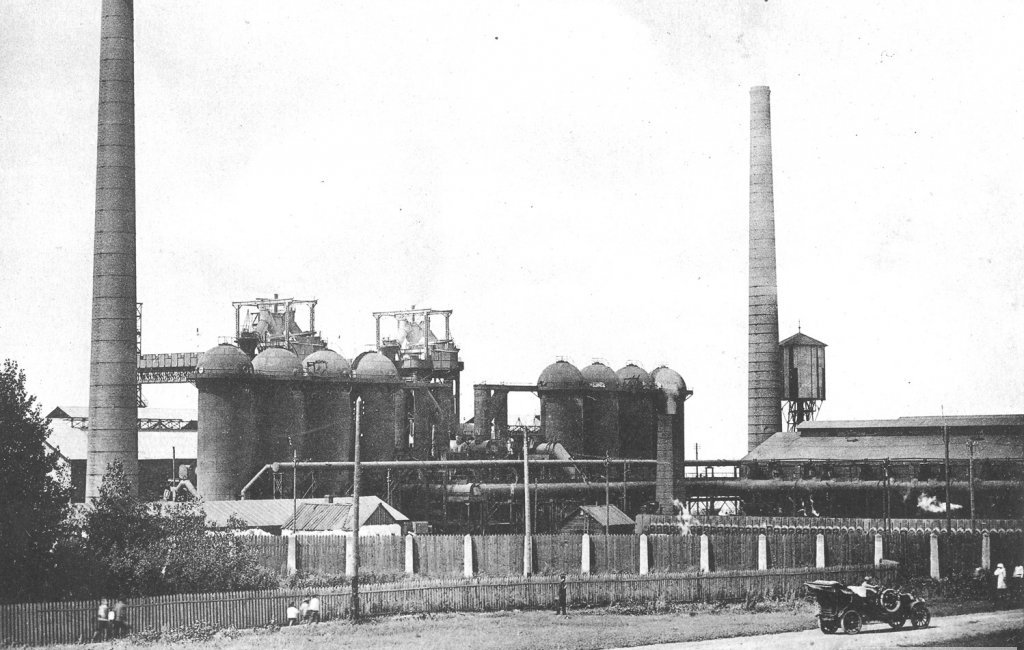
Доменний цех Кадіївського металургійного заводу перших десятиріч XX століття.

Біля станції Алмазної було побудовано Кадіївський (Алмазнянський) металургійний завод як відділення Кам'янського Дніпровського заводу, який з 1899 року почав виплавляти чавун. На заводі діяло двоє доменних печей. Це був один з небагатьох чисто доменних заводів без сталеплавильного і прокатного виробництва.
Окрім заводів на території України, у 19 столітті на півдні Російської Імперії у прикордонних з сучасною Україною територіях Російської Федерації було побудовано ще два заводи. У місті Сулін завод почали будувати 1870 року. Будував його російський капіталіст Д. А. Пастухов поблизу від злиття річок Великої Гнилуші та Кундрючої. Завод працював на місцевих рудах. 1872 року було виплавлено перший чавун на антрациті. Проте через прогоряння горна виплавку тимчасово припинили і завод почав переплавляти старі рейки і різний металобрухт. Лише через 15 років після введення в дію цього заводу було організовано регулярне виробництво чавуну. Це було після відкриття Катерининської залізниці. Завод почав працювати на руді Кривого Рогу, яку доставляли за 690 км, з додаванням місцевої як добавки. Паливом були антрацит, що привозився з Аксайських копален за 100 км звідси, і кокс.
У місті Таганрог — Таганрозький металургійний завод. Завод було збудовано Російсько-Бельгійським товариством. Обладнання старого бельгійського заводу «Коккеріль» було демонтовано і перевезено у Таганрог.

### Загальні характеристики
На території України споруджувались на той час найбільші, оснащені передовою технікою металургійні заводи Російської Імперії. Новий металургійний район з його концентрацією виробництва і передовою технікою випередив старий металургійний район Російської Імперії — Урал з його відсталою технікою. Виплавлення чавуну на одного робітника в 1900 році на півдні Російської імперії становило 1714 пудів, а на Уралі лише 297 пудів. Виплавлення чавуну на одну піч на півдні в тому ж році становило 2035 тис. пудів, а на Уралі 342 тис. пудів. Україна стала основним металургійним центром Російської Імперії. 1900 року заводи Півдня виробляли 51,3 % загальної кількості виробленого в Російській Імперії чавуну (у Росії, Україні та Польщі разом). 1900 року на півдні Російської імперії працювало 16 заводів з доменним виробництвом, з них лише 2 — на території Російської Федерації.
| Назва заводу         | Рік введення в дію першої доменної печі | Виплавлення чавуну у 1900 році (тис. тонн) | Виплавлення чавуну у відсотках від загальної кількості |
| -------------------- | --------------------------------------- | ------------------------------------------ | ------------------------------------------------------ |
| Сулінський           | 1872                                    | 40,4                                       | 2,7                                                    |
| Юзівський            | 1872                                    | 284,6                                      | 18,8                                                   |
| Дніпровський         | 1887                                    | 213,3                                      | 14,0                                                   |
| Олександрівський     | 1887                                    | 148,0                                      | 9,8                                                    |
| Гданцівський         | 1892                                    | 52,8                                       | 3,4                                                    |
| Дружківський         | 1894                                    | 96,3                                       | 6,4                                                    |
| Петровський          | 1895                                    | 150,5                                      | 9,9                                                    |
| Таганрозький         | 1895                                    | 80,3                                       | 5,3                                                    |
| Донецько-Юр'ївський  | 1896                                    | 111,3                                      | 7,5                                                    |
| Нижньомаріупольський | 1896                                    | 76,3                                       | 5,0                                                    |
| Російський Провіданс | 1897                                    | 73,4                                       | 4,8                                                    |
| Вільхівський         | 1898                                    | 85,2                                       | 5,6                                                    |
| Керченський          | 1898                                    | 25,4                                       | 1,8                                                    |
| Кадіївський          | 1899                                    | 14,9                                       | 0,9                                                    |
| Краматорський        | 1899                                    | 15,3                                       | 1,0                                                    |
| Макіївський          | 1899                                    | 47,8                                       | 3,2                                                    |

З зростанням промисловості швидко збільшувалось і населення індустиальних міст та селищ переважно за рахунок вихідців з села України і також Росії.
Більшість металургійних підприємств України належала іноземним капіталістам, які одержували доволі великі прибутки.
На території України протягом другої половини XIX століття утворилися три металургійних райони: Придніпровський, Донецький і на березі Азовського моря.
Одночасно з металургійним виробництвом швидко зростала кам'яновугільна, залізорудна, вогнетривка і цілий ряд інших галузей промисловості. Головним споживачем металу і продукції машинобудівних заводів було залізничне будівництво.
Всього було виплавлено 1515,8 тис. тонн чавуну. Цього ж року загалом у Росії було виплавлено 2835,2 тис. тонн, тобто на території України було виплавлено (разом з Таганрозьким заводом) 53,46 % всього чавуну Російської Імперії. Таким чином, Україна, будучи колонією Росії, за останні десятиріччя XIX століття стала ще й основним виробником чавуну в імперії.
Виробляючи близько 60 % всього металу у країні, заводи України щодо питомої ваги зайнятих робітників займали менше 30 %, що свідчило про те, що металургія України мала вищий організаційно-технічний рівень механізації праці, ніж металургія інших районів країни. Але і тут у порівнянні з передовими країнами переважали низький рівень механізації праці і технічна відсталість. У цьому певну роль відіграли іноземні власники підприємств.

## XX століття

### 1900—1917 роки
З 1900 по 1917 рік не було збудовано жодного нового заводу чорної металургії і не було проведено значної модернізації діючих потужностей. Лише напередодні Перешої світової війни на де-яких заводах почали збільшувати потужності агрегатів і двигунів. Так, у 1912 році на Костянтинівському заводі і в 1914 році на Катеринославському заводі «Товариства трубопрокатних заводів» були збудовані і введені в експлуатацію дві доменних печі.
В цей період часу доменні печі України, як і раніше, були найбільш продуктивними у всій Російській Імперії. У 1913 році на заводах Росії працювала 151 доменна піч На території України працювало 42 доменних печі, які давали 68 % загальноросійського виробництва чавуну.

### 1917—1922
Внаслідок першої світової війни і інтервенції більшовицьких і білих російських військ в Україну економіка країни була зруйнована.
Окрім руйнування промислових будівель, споруд і устаткування на діяльність заводів чорної металургії впливало майже повне припинення видобутку вугілля, руди, вапняку, а також поушення роботи залізничного транспорту. На кінець громадянської війни з 63 доменних печейколишнього «Півдня Росії» працювала лише одна невелика доменна піч № 6 на Єнакіївському заводі і то як газогенератор.
Рівень падіння видобутку палива і сировини для металургії видно з таблиці.
| Роки                                    | 1913 | 1917 | 1918 | 1919  | 1920 |
| Видобуток вугілля на Донбасі (в цілому) | 25,3 | 24,8 | 8,8  | 5,3   | 4,5  |
| Видобуток залізної руди                 | 6,38 | 3,7  | 0,4  | 0,014 | -    |

В Україні у порівнянні з іншими районами колишньої імперії зниження виробництва було особливо відчутним. Обсяг виробництва чавуну у 1920 році у межах Російської імперії у порівнянні з часом до 1917 року становив 2,7 %, а по Україні — 0,5 %.
У найбільш сприятливому становищі в цей час був Петровський (Єнакіївський) завод. Тут і в 1920 році не припиняла роботу доменна піч № 6, бо завод мав значні запаси сировини і палива, які систематично поповнювалися зі своїх рудників. Заводи Придніпров'я були у тяжких умовах бо вони були відрізані від палива Донбасу. Але і заводи Донбасу працювали погано бо видобуток вугілля не був налагоджений. Через це на таких заводах, як Макіївський і Юзівський, пущені наприкінці 1920 року доменні печі було зупинено на початку 1921 року через нестачу палива.
| Роки | Виплавлено чавуну | Виплавлено чавуну       |
| Роки | Тис. тонн         | У вдсотках до 1913 року |
| 1913 | 3102              | 100                     |
| 1918 | 293               | 9,5                     |
| 1919 | 28                | 0,9                     |
| 1920 | 15                | 0,5                     |

Україна була окупована більшовицькою Росією і стала частиною її господарства. Всі заводи стали власністю держави, очолюваної більшовиками. У березні 1921 року X з'їзд партії прийняв нову економічну політику. У всіх галузях промисловості було створено трести і синдикати. На території України було створено трест «Південьсталь», який поступово об'єднав всі металургійні підприємства України і півдня Росії, а також частину металообробних підприємств. Залізорудну промисловість було об'єднано в Південнорудний трест, вугільну — у «Донвугілля» та інші. Совєцька Росія добре розуміла роль України як сировинної бази і робила спроби відновити виробництво, однак, ще багато років цього не вдавалося зробити.
Протягом першого півріччя 1921 року працювало лише два металургійних заводи — Петровський і Алчевський. Макіївський, Юзівський та Катеринославський заводи працювали з великими перебоями.
Проблеми були з паливом, розладом транспорту, рудою, погіршилося постачання у зв'язку з великим голодом 1921 року. Велика частина спеціалістів, серед яких помітну частину складали іноземці, імігрувала.

### 1923—1929 роки
Доменне виробництво відбудовувалося значно меншими темпами, ніж сталеплавильне, бо процес видбудови сталеплавильних печей був менш капіталомістким і легшим. Крім того, після воєн 1914—1921 років у країні нагромадились великі запаси металобрухту, який широко використовувався у мартенівському виробництві, поповнюючи гостру нестачу чавуну. Однак, вже до середини 1920-х років низькі темпи відбудови доменного виробництва і виснаження запасів металобрухту призвели до того, що у 1926 році більшовицький уряд змушений був завести з-за кордону значну кількість чавуну.
До 1926 року на території України виплавлення чавуну досягло 58 % довоєнного рівня. До 1927 року з 17 металургійних заводів України 9 було відбудовано з повним металургійним циклом. Решта, на яких було 26 доменних печей, не працювали.
До 1929 року окремі заводи перевищили довоєнне виплавлення чавуну. Це були заводи ім. Петровського, ім. Дзержинського, ім. Сталіна, Єнакіївський і Макіївський заводи. Однак внаслідок того, що значна частина заводів була законсервована, виплавлення чавуну в цілому по УРСР не досягло рівня 1913 року.
Рівень видобутку залізної руди 1913 року було досягнуто лише у 1930 році, а випалювання коксу — 1929 року.
Будувалися малі доменні печі. На Краматорському заводі в 1927 році було введено в дію нову доменну піч № 2 об'ємом лише 553 м³. 1929 року на Макіївському металургійному заводі було збудовано доменну піч об'ємом 842 м³.

### 1929—1941
За роки першої п'ятирічки на заводах України було введено в дію 12 доменних печей, в тому числі 7 нових, загалом в СССР було введено в дію відбудовану і нову 41 доменну піч різного об'єму.
Хоча у багатьох книжках радянського часу можна побачити вихваляння цими здобутками, вони анітрохи не були унікальними. Ті ж самі темпи зросту виробництва чавуну були у Німеччині, а у США вони були навіть вищими.
XII з'їзд КП(б)У, який відбувся 18—22 січня 1934 року, вказав, що Українська ССР є основною вугільно-металургійною базою Радянського Союзу, що покладає особливо велику відповідальність на партійну організацію України у боротьбі за створення стійкого паливного балансу і за ліквідацію дефіциту металу в країні мався на увазі СССР. Стор 67.
В Україні виробництво чавуну зросло у 1934 році у порівнянні з 1933 роком на 47 %. Такий самий приріст виробництва чавуну був і в цілому по СССР. Лише 1934 року вперше за роки Совєцької влади окремі заводи почали працювати рентабельно і лише 1936 року на рентабельну роботу перейшли всі заводи.
За роки другої п'ятирічки по УРСР було введено в дію 11 нових потужних механізованих доменних печей і одну піч було відбудовано.
На початок першої п'ятирічки на території України не було жодної доменної печі з корисним об'ємом понад 700 м³, а в 1937 році діяло 16 доменних печей з корисним об'ємом від 700 до 1143 м³.
Будувалися потужні печі об'ємом 1300 м³. При цьому замовчувалося, що у США ще у 1920-х роках працювали доменні печі лише трохи меншого об'єму. Середній корисний об'єм всіх доменних печей в Україні 1940 року був 730,9 м³.
1940 року на території УРСР тільки два заводи виробляли понад 1 млн тонн чавуну.   (Стор. 162)  

### 1941—1945
22 червня 1941 року нацистська Німеччина напала на Радянський Союз, що стало початком Радянсько-німецької війни, в перший рік якої, тобто до літа 1942 року, була повністю окупована Україна. При цьому, не зважаючи на воєнні дії і те, що у жовтні 1941 року було припинено роботу всіх підприємств чорної металургії України,   (Стор. 265)   у 1941 році в УРСР було вироблено більш як половину загальносоюзної виплавки чавуну і стільки ж залізної руди.   (Стор. 265)   По мірі відступу Червоної армії і просування фронту на схід України, обладнання промислових підприємств України або вивозилося у інші райони СССР, або псувалося. Значна частина устаткування металургійних заводів через великі габарити і вагу нетранспортабельна. Тому за короткий строк не можливо було вивезти все устаткування. Доменні печі не можна було вивезти. Тому доменні печі з наближенням фронту псували, наприклад «козлили» їх, тобто залишали у печі стиглець («козел») — застиглий чавун. Де-які печі продовжували працювати навіть тоді, коли до фронту було лише 20 кілометрів. Доменна піч № 4 заводу ім. Ворошилова продовжувала працювати навіть після евакуації всього заводу ще 8 місяців навіть тоді коли лінія фронту проходила на відстані 18 кілометрів. Чавун постачався заводам Закавказзя та Поволжя. Лише в останній момент перед зайняттям німецькими військами території заводу металурги, залишаючи доменну піч, вивели її з ладу. У жовтні 1941 року було припинено роботу всіх підприємств чорної металургії України.   (Стор. 265)  
В перший же рік війни німецькі війська захопили райони, в яких до війни виплавлялось 68 % чавуну всього СССР і 58 % сталі.
У евакуації ряд доменних цехів очолили евакуйовані з України керівники доменних цехів.
Німці не змогли організувати відбудову промисловості України. За час окупації не було введено в дію жодної доменної печі. Навесні 1942 року окупаційній владі вдалося більш-менш підготувати до пуску домну «Азовсталі». На урочистий мітинг з приводу запуску печі була запрошена преса і кінохроніка, однак перед початком урочистостей на заводському довкіллі пролунав потужний вибух. Піч вийшла з ладу.   (Стор. 270)   У 1941—1942 роках припинили свою роботу 61 доменна піч на окупованих територіях.
Відступаючи, німці через спеціально організовані команди підривників висаджували в повітря підприємства. Підривалися і домені печі. При цьому відбувалося або повне руйнування доменних печей, або лише їхніх колон з одночасним нахилом печей. Загалом на металургійних заводах Української ССР було зруйновано і частково зіпсовано 47 доменних печей.   (Стор. 271)   Було пошкоджено 54 доменних печі.   (Стор. 115)  
По мірі відвоювання території України, совєцькими керівними органами було прийнято рішення про відбудову перш за все найменш зруйнованих заводів і агрегатів. 3 вересня 1943 року Єнакієве було звільнене від німецьких військ, а через три місяці було відбудовано і введено в дію 23 грудня 1943 року доменну піч № 6 Єнакіївського металургійного заводу. Це була перша відбудована доменна піч на території України. 31 грудня 1943 року на заводі було задуто другу доменну піч і ще через три місяці — третю.   (Стор. 272)  
Протягом 1944 року було відновлено роботу ще 10 доменних печей. Відновлювалась робота і інших галузей чорної металургії, що постачали сировину для доменних печей видобуток залізної руди і вугілля. На 1 жовтня 1945 року по УРСР було введено в дію у порівнянні з 1940 роком 23 % потужностей по доменному виробництву, 34 % — по залізорудних шахтах. На кінець 1945 року на металургійних заводах України було відновлено 25 % потужностей доменних цехів.   (Стор. 278)   З моменту початку відновлення доменного виробництва у 1943 році на кінець 1945 року доменне виробництво України дало 2,2 млн т чавуну,   (Стор. 278)   при цьому у 1945 року було виплавлено 1,65 млн т чавуну.

### 1946—1950
В перші роки після війни в Україні з 1946 року по 1950 рік по мірі відбудови промисловості виробництво чавуну в УРСР зросло від 1,65 міл. т до 9,17 млн т і досягло довоєнного рівня виробництва.
В де-яких випадках при відновленні доменних печей впроваджувався метод максимального збереження пошкоджених конструкцій, ремонту їх на місці без розборки і демонтажу. Прикладом такого вдалого рішення є відновлення доменної печі № 4 заводу «Азовсталь». Корпус цієї печі внаслідок вибуху всіх 8 колон і фурменної зони опустився на 3,8 м і дещо змістився у вертикальній площині. Спочатку було прийнято рішення про демонтаж печі і будівництво на її місці нової, однак потім було вирішено підняти піч і вирівняти її за допомогою домкратів.   (Стор. 282)   Піч була запущена у роботу 18 вересня 1946 року.
1948 року на Запоріжсталі було збудовано й задуто першу в СССР суцільнозварну, тобто без використання заклепок, доменну піч № 4.
На де-яких заводах на місці зруйнованих печей під час відновлення будували печі більшого об'єму. При відновленні доменних печей № 3 і № 4 Макіївського заводу об'єм кожної з них був збільшений з 842 до 1143 м³, доменної печі № 2 Криворізького заводу — з 930 до 1248 м³.   (Стор. 285)  
| Рік     | Кількість нових доменних печей | Загальна потужність нових доменних печей, тис. т | Виробництво чавуну, тис. т |
| ------- | ------------------------------ | ------------------------------------------------ | -------------------------- |
| 1943    | 1                              | 150                                              | н. д.                      |
| 1944    | 9                              | 1810                                             | 604,3                      |
| 1945    | 4                              | 1160                                             | 1947,0                     |
| 1946    | 5                              | 1585                                             | 2945,0                     |
| 1947    | 2                              | 830                                              | 3779,0                     |
| 1948    | 4                              | 1475                                             | 5313,0                     |
| 1949    | 7                              | 2635                                             | 7082,0                     |
| 1950    | 4                              | 1545                                             | 9168,0                     |
| Загалом | 36                             | 11190                                            | —                          |

У 1946—1950 роках в Україні було введено в дію 22 доменних печі. У зв'язку з цим потужність по виплавці зросла за п'ять років на 8275 тис. т. Станом на 1 січня 1951 року в Україні було введено 36 доменних печей, з яких 11 мали об'єм 1100—1300 м³, питома вага доменних печей об'ємом понад 900 м³ становила 67,7 %. Середній корисний об'єм однієї доменної печі збільшився з 716 м³ у 1940 році до 823 м³ у 1950 році.   (Стор. 286)  
В цей час відновлювався видобуток сировини. за цей період випал коксу збільшився на 10788 тис. т на рік.   (Стор. 285)  
Всі 60 шахт Криворізького басейну, які діяли до війни, були повністю відбудовані ще до 1 січня 1948 року.
Металургійні підприємства і доменні цехи України відбудовувалися певною мірою на новій технічній основі. На всіх ділянках виробництва рівень механізації у порівнянні з довоєнним підвищився. Зовсім перестали використовувати працю верхових на колошниковій площадці доменних печей, майже зникла професія каталя на рудному дворі. Старі доменні печі з вертикальними підйомниками, на яких працювали каталі, були реконструйовані, багато виробничих ділянок було механізовано.
Під час відновлення здійснювалося розширення і технічна реконструкція підприємств. Процес відновлення супроводжувався широкою модернизацією обладнання, технічним його вдосконаленням.
Технічне переобладнання забезпечило підвищення всіх якісних і кількісних показників галузі. На де-яких заводах було перевершено довоєнний рівень виробництва чавуну. На Азовсталі — 1948 року, 1949 року — на Запоріжсталі, 1950 року — на Донецькому й Єнакієвському заводах. 287 До 1950 року в Україні було перевершено довоєнний рівень видобутку залізної руди й майже досягнуто довоєнний рівень виробництва чавуну.   (Стор. 287)  
1948 року 65 % чавуну виплавляли у доменних печах з автоматизованим регулюванням температури дуття.
Підвищення рівня техніки і механізація виробництва значно полегшували умови праці робітників і підвищували її продуктивність.
1948 року в Україні на доменній печі об'ємом 427 м³ на заводі ім. Дзержинського вперше у світовій практиці було проведено промислові досліди з вдування у горно доменної печі пилевугільного палива. Досліди було повторено також 1955 року.   (Стор. 457)   Однак, промислове застосування пилевугільного палива у доменному виробництві України відбулося через кілька десятиліть.

### 1951—1960
В цей період продовжився розвиток доменного виробництва. Виробництво чавуну в 1960 році порівняно з 1950 роком зросло у 2,6 рази і досягло 24173 тис. т чавуну за рік. 1957 року в УРСР майже 60 % доменних печей мало корисний об'єм понад 1 тис. м  3 , а вісім печей мали по 1386 м  3  і виробляли лише майже 2 тис. тонн чавуну за добу кожна.   (Стор. 162)   Протягом 1950-х років на ряді заводів було збудовано нові доменні печі.
Протягом 1951—1960 років на низці заводів України було збудовано доменні печі нових конструкцій зі збільшенням корисного об'єму. 1950 року було розпочато будівництво і 1951 року введено в дію на Дніпровському металургійному заводі доменну піч № 9 корисним об'ємом 1386 м³. В подальшому з використанням обладнання доменної печі об'ємом 1386 м³ були розроблені проекти доменних печей корисним об'ємом 1513 і 1719 м³. Перші печі об'ємом 1719 м³ були споруджені і введені у експлуатацію у 1958 році на Криворізькому заводі (піч № 4) і заводі ім. Ілліча (піч № 3). У грудні 1960 року на Криворізькому металургійному заводі була введена в дію доменна піч № 5 об'ємом 2000 м³, яка на той час була найбільшою доменною піччю у світі. Як і на доменній печі об'ємом 1719 м³ на доменній печі об'ємом 2000 м³ було використано повітрянне охолодження дна поду для підвищення строку експлуатації. Серед нововведень було те, що сталеві конструкції печі були розраховані на роботу при тиску газу під колошником до 2,5 ат. На печі вперше у сов'єцькій практиці було здійснено відсів дрібноти агломерату перед завантаженням його у скіпи.   (Стор. 440—441)  
1956 року в УРСР на восьми заводах виробництво чавуну перевищило 1 млн тонн.   (Стор. 162)  
| Завод             | Кількість нових доменних печей | Об'єм кожної нової печі, м³ |
| ----------------- | ------------------------------ | --------------------------- |
| ім. Дзержинського | 4                              | 1386                        |
| КрМЗ              | 3                              | 1386                        |
| КрМЗ              | 3                              | 1719                        |
| КрМЗ              | 3                              | 2000                        |
| КомМЗ             | 3                              | 2 печі — 1386               |
| КомМЗ             | 3                              | 1719                        |
| Азовсталь         | 2                              | 1513                        |
| Азовсталь         | 2                              | 1719                        |
| ММЗ               | 1                              | 1400                        |
| Запоріжсталь      | 1                              | 1386                        |
| ДМЗ               | 2                              | 1033                        |
| ЄМЗ               | 2                              | 1033                        |
| ім. Петровського  | 2                              | 1033                        |
| ім. Ілліча        | 2                              | 1033                        |
| ім. Ілліча        | 2                              | 1719                        |

| Рік  | Чавун | Кокс  | Руда    | Руда       |
| Рік  | Чавун | Кокс  | залізна | марганцева |
| ---- | ----- | ----- | ------- | ---------- |
| 1950 | 9168  | 15032 | 21032   | 903        |
| 1951 | 10863 | 16522 | 24930   | 1161       |
| 1952 | 12918 | 17875 | 30936   | 1214       |
| 1953 | 13699 | 19741 | 34377   | 1357       |
| 1954 | 14792 | 21926 | 36316   | 1406       |
| 1955 | 16607 | 23661 | 39948   | 1620       |
| 1956 | 17153 | 24690 | 43650   | 1728       |
| 1957 | 18471 | 25557 | 47103   | 2013       |
| 1958 | 20092 | 27201 | 49825   | 2094       |
| 1959 | 22347 | 29161 | 53455   | 2377       |
| 1960 | 24173 | 30080 | 59072   | 2725       |

У період 1951—1960 років було відновлено 3 старих (1951) і побудовано 23 нових доменних печі, 6 доменних печей було реконструйовано зі збільшенням об'єму і підвищенням рівня механізації і автоматизації. До 1960 року було виведено з експлуатації 8 застарілих доменних печей загальним об'ємом 4813 м. Внаслідок цього за період 1951—1960 років кількість доменних печей в Україні збільшилася з 38 до 56, а їхній сумарний об'єм збільшився з 31295 м до 60682 м, тобто у 1,94 рази.   (Стор. 309)   Виробництво чавуну за цей період зросло у 2,63 рази і досягло у 1960 році 24173 тис. т. 298 При цьому зростання потужностей доменних печей і виробництва продукції відбулося значно інтенсивніше у період 1955—1960 років.
У цей період відбувся процес покращення технології доменного виробництва. У жовтні 1957 року на заводі ім. Петровського в Україні вперше у світовій практиці почали використовувати у доменному виробництві природний газ. Спроби використання газу, але не вдалі, робилися і в інших країнах ще у 19 столітті. Використання природного газу дозволяє знизити витрату коксу. На кінець 1958 року з використанням газу працювало вже 11 доменних печей (4 на заводі ім. Петровського, 3 на заводі ім. Ф. Е. Дзержинського і 4 на заводі «Запоріжсталь»). У 1960 році з використанням природного газу працювали 42 доменних печі, на яких було виплавлено 79,5 % всього переробного і ливарного чавуну.   (Стор. 310)  
1958 року вперше в Україні на заводі ім. Дзержинського на доменній печі об'ємом 1386 м³   (Стор. 451)   у промислових масштабах було здійснено використання кисню у доменному виробництві (спільно з природним газом). Піч протягом шести місяці працювала на дутті, що містило 24—25 % кисню. При цьому добова продуктивність чавуну зросла майже на 10 %, а витрата коксу знизилася на 20 %.   (Стор. 451)   У 1960 році з використанням дуття, збагаченого киснем працювало вже 8 доменних печей — на заводах ім. Петровського, ім. Дзержинського, «Запорожсталь» і «Азовсталь».
На початку 1950-х років розпочався процес переведення доменних печей на підвищений тиск газу під колошником. Першою в Україні доменною піччю, на якій була передбачена робота з підвищеним тиском газу на колошнику до 0,7 ат була доменна піч № 9 об'ємом 1386 м³Дніпровського металургійного заводу, будівництво якої було розпочато 1950 року і яка була введена в дію 1951 року.   (Стор. 441)   У 1960 році по цій технології в Україні працювала 41 доменна піч, а середній тиск по всім печам становив 0,7 ат при максимальному 1,46 ат на печі № 6 заводу «Азовсталь».   (Стор. 311)  
Відбулося підвищення середньої температури. Якщо у 1950 році середня температура дуття по всіх доменних печах становила 766 °C, то у 1960 році вона становила 810 °C при максимальній температурі 970 °C на доменній печі № 1 заводу «Запоріжсталь».
Завдяки впровадженню у доменне виробництво нових технологій і перш за все — впровадженню природного газу і покращенню підготовки шихтових матеріалів витрата сухого скипового коксу на 1 т переробного чавуну у 1960 році становила 737 кг, в той час як у 1950 році вона становила 1062 кг, тобто знизилася на 325 кг (30,6 %). Найбільшого зниження витрати коксу за цей період досягли заводи «Запоріжсталь» (з 1019 до 613 кг), ім. Дзержинського (з 996 до 684 кг) й «Азовсталь» (з 1117 до 1117 кг).   (Стор. 311)  
За цей період коефіцієнт використання корисного об'єму доменних печей покращився з 1,06 у 1950 році до 0,80 у 1960, або на 32,5 %. Найкращий КВКО у 1960 році мав завод «Запоріжсталь» — 0,732, при тому, що у 1950 році він мав КВКО 1,220.   (Стор. 311)  
Відбувався розвиток і у сировинній базі. У 1952 був введений у дію Баглійський коксохімічний завод, а 1953 року — Ясинівський, які у 1960 році стали найбільшими коксохімічними заводами України і дали понад половину всього приросту виробництва коксу за 1950—1960 роки.   (Стор. 296)   Майже на всіх коксохімічних заводах УРСР виробництво коксу збільшилося у 2 рази.

### 1961—1970
| Рік  | Чавун | Кокс  | Руда    | Руда       |
| Рік  | Чавун | Кокс  | залізна | марганцева |
| ---- | ----- | ----- | ------- | ---------- |
| 1960 | 24173 | 30000 | 59072   | 2725       |
| 1961 | 26418 | 30771 | 66580   | 3038       |
| 1962 | 28102 | 32270 | 70908   | 3561       |
| 1963 | 29646 | 33486 | 75315   | 3787       |
| 1964 | 31264 | 34573 | 80336   | 4192       |
| 1965 | 32582 | 35022 | 83858   | 4651       |
| 1966 | 35216 | 35429 | 86951   | 5020       |
| 1967 | 36720 | 35863 | 92377   | 4685       |
| 1968 | 38566 | 36271 | 99185   | 4786       |
| 1969 | 39339 | 36614 | 105094  | 4897       |
| 1970 | 41411 | 37487 | 111186  | 5202       |

За період 1961—1970 років в Україні було введено 6 доменних печей загальною потужністю 7,6 млн т чавуну на рік, з них 3 об'ємом 2000 м³, 1 об'ємом 2300 м³, 1 об'ємом 2300 м³ і 1 об'ємом 2700 м³ на заводах ім. Ілліча і Криворізькому, а на Єнакієвському заводі побудована доменна піч № 1-біс об'ємом 1386 м³. Крім того, було реконструйовано 8 доменних печей і 4 застарілих доменних печі було виведено з експлуатації з загальним виробництвом близько 2,1 млн т чавуну на рік. Внаслідок всього цього середній об'єм однієї доменної печі зріс з 1084 м³ у 1960 році до 1209 м³ у 1965 році і 1281 м³ у 1970 році.   (Стор. 333—335)  
Доменна піч об'ємом 2300 м³ була розроблена Укргіпромезом і у грудні 1965 року була введена в дію на заводі ім. Ілліча. Піч була споруджена з двома окремими ливарними дворами і мала дві чавунні льотки і дві шлакові льотки, 20 повітряних фурм. Головні жолоби обох чавунних льоток виконані з'ємними і складалися з двох частин. Підготовка їх до роботи відбувалася на ливарному дворі. В цьому ж десятиріччі було побудовано доменну піч об'ємом 2700 м³ на заводі «Криворізьсталь». Вона також мала два ливарних двора і 20 повітряних фурм (згодом після реконструкції число фурм на ній було збільшено до 24).   (Стор. 442)  
Внаслідок розвитку потужностей доменного виробництва, а також запровадження нових технологій виробництво чавуну в УРСР за період 1961—1970 роки зросло у 1,57 рази.
Майже чверть приросту виробництва чавуну була зумовлена покращенням підготовки шихтових матеріалів. Значно збільшилося використання агломерату і обкотишів, питома вага яких у шихті доменних печей зросла з 75,7 % у 1960 році до 97,3 % у 1970 році. Це було досягнуто збільшенням об'ємів виробництва агломерату й обкотишів разом у 2,15 рази, причому в цей час найбільш інтенсивно розвивалося виробництво агломерату, що було досягнуто введенням в дію 32 нових агломашин. Основність агломерату підвищилася з 0,91 до 1,26, що дозволило вивести сирий вапняк з шихти доменних печей, поліпшилася його якість. Всі великі доменні печі в цей час працювали повністю на підготовленій шихті, завдяки чому вихід шлаку на 1 т чавуну знизився з 856 кг у 1960 році до 527 кг у 1970 році, а витрата сирого вапняку знизилася відповідно з 381 до 67 кг.
У 1961—1970 роках у доменних цехах продовжувалася робота з подальшого впровадження природного газу і вдосконалення режимів його використання. У 1970 році з вдуванням природного газу у горно працювали 54 доменних печі, на яких було виплавлено 96,8 % всього чавуну. Завдяки використанню природного газу була знижена витрата коксу в середньому на 12 %, а продуктивність печей підвищена на 1,5 %.
За період з 1961 року по 1970 рік було широко впроваджено у доменне виробництво УРСР використання кисню при виплавці феромарганцю й переробного чавуну. У 1960 році в Україні було лише 8 печей, на яких використовувався кисень. На цих печах було виплавлено 1019 тис. т чавуну, або 4,2 %. У 1965 році таких печей вже було 34, а 1970 року — 43, на яких було виплавлено 28552 тис. т чавуну, або 68,9 %.
Розвивалися й інші методи інтенсифікації доменного процесу. У 1960 році з підвищеним тиском газу під колошником працювала 41 доменна піч при середньому тиску 0,7 ат і максимальному — 1,06, то 1965 року відповідно 52 печі (з 57) при 1,16 і 1,62, а 1970 року — 54 печі (з 58) при середньому тиску 1,27 ат і максимальному — 1,82 (на заводі «Запоріжсталь»), з них 26 працювали з тиском 1,5 ат і вище. Температура дуття підвищилася до 974 °C у 1965 році і 1029 °C у 1970 році завдяки будівництву додаткових (четвертих) і реконструкції діючих повітронагрівачів, посиленню паливень, використанню нових вогнетривів. У 1970 році на 9 доменних печах температура дуття досягла 1150—1220 °C.
За цей період в доменних цехах проведено низку важливих заходів з вдосконалення обладнання, механізації і автоматизації виробничих процесів. У 1970 році на 8 доменних печах були змонтовані дослідно-промислові системи керування технологічним процесом з використанням ЕОМ, що працювали у режимі «Порадник майстра».
Завдяки технічному прогресу у 1961—1970 роках значно покращилися техніко-економічні показники доменного виробництва України. Коефіцієнт використання корисного об'єму поліпшився з 0,8 у 1960 році до 0,698 у 1965 році і 0,611 у 1970 році. Найкращого значення к.в.к.о. було досягнуто на заводі ім. Ілліча — 0,565 проти 0,888 у 1960 році. Витрата сухого скипового коксу на 1 т переробного чавуну знизилася в середньому по УРСР на 201 кг, найнижча витрата досягнута у 1970 році на заводах Криворізькому — 500 кг і «Запоріжсталь» — 509 кг.   (Стор. 341—343)  

### 1971—1980
| Рік  | Чавун | Кокс 6%-вої вологості | Руда    | Руда       |
| Рік  | Чавун | Кокс 6%-вої вологості | залізна | марганцева |
| ---- | ----- | --------------------- | ------- | ---------- |
| 1971 | 41981 | 38414                 | 117024  | 5615       |
| 1972 | 43105 | 38447                 | 119537  | 5898       |
| 1973 | 43511 | 38852                 | 121376  | 6456       |
| 1974 | 44642 | 40142                 | 122035  | 6250       |
| 1975 | 46366 | 40365                 | 123293  | 6537       |
| 1976 |       |                       |         |            |
| 1977 |       |                       |         |            |
| 1978 |       |                       |         |            |
| 1979 |       |                       |         |            |
| 1980 |       |                       |         |            |

Середньорічне зростання за період 1971—1976 років було нижчим, ніж за період 1966—1970 років, що пояснюється прискореним розвитком металургійного виробництва у Центральній Європейській частині СССР, на Уралі і в Сибіру. Внаслідок цього питома вага чорної металургії України у загальносоюзному виробництві чорних металів у період 1971—1976 роки продовжувала знижуватися. Однак у в цей час спостерігався приріст виробництва чавуну на 6996 тис. т, що було зумовлене будівництвом нових потужностей (дало приріст 4000 тис. т), реконструкцією наявних доменних печей (дало приріст 1720 тис. т), поліпшенням організаційних і технічних факторів виробництва (дали приріст 1276 тис. т).   (Стор. 337)  
Введення потужностей з виробництва чавуну за 1971—1976 роки на 40 % перебільшив введення потужностей за другу половину 1960-х років. У 1974 році на «Криворіжсталі» була введена в дію на той час найбільша у світі доменна піч № 9 корисним об'ємом 5000 м³ і проектною потужністю 4 млн т чавуну на рік. Було реконструйовано 4 доменних печі: № 3 заводу «Запоріжсталь», № 2 ММЗ, № 8 заводу ім. Дзержинського і № 4 заводу «Азовсталь».   (Стор. 369)   Середній об'єм однієї доменної печі зріс і на початок 1976 року становив 1393 м³.   (Стор. 373)  
Середній тиск газу під колошником доменних печей у 1975 році становив 1,36 ат, а максимальний був 1,98 ат (на доменній печі № 9 заводу «Кріворіжсталь».   (Стор. 376)  
У 1975 році середня температура дуття становила 1057 °C, на 11 доменних печах температура дуття досягла 1150 °C і вище, а максимальна становила 1299 °C — на доменній печі № 5 заводу «Азовсталь».   (Стор. 377)  
1972 року на Єнакієвському металургійному заводі вперше була використана технологія з використання мазути на доменних печах, а 1975 року з використанням мазути працювало вже 11 доменних печей, де було виплавлено 4758 тис. т чавуну за середньої витрати мазути 4кг/т.   (Стор. 377)  
У першій половині 1970-х років на ДМЗ було впроваджено вдування пилевугільного палива на двох доменних печах. В цей час на кількох заводах було впроваджено позадоменне знесірчення чавуну. У 1975 році за цією технологією було знесірчено понад 6,4 млн т чавуну на заводах «Криворіжсталь», Макіївському, «Азовсталь», «Запоріжсталь», Донецькому і Маріупольському.   (Стор. 377)  

### 1991—2000
| Рік  | Україна | Загалом в світі | Доля України у світовому виробництві чавуну, % |
| ---- | ------- | --------------- | ---------------------------------------------- |
| 1991 |         |                 |                                                |
| 1992 | 35162   | 489493          | 7,18                                           |
| 1993 | 27022   | 492514          | 5,49                                           |
| 1994 | 20084   | 501052          | 4,01                                           |
| 1995 | 17904   | 518612          | 3,45                                           |
| 1996 | 17698   | 512015          | 3,46                                           |
| 1997 | 20496   | 541576          | 3,78                                           |
| 1998 | 20777   | 535215          | 3,88                                           |
| 1999 | 21937   | 536914          | 4,09                                           |
| 2000 | 25697   | 575870          | 4,46                                           |

З 1991 року по 1997 рік в Україні спостерігалося падіння виробництва чавуну. З 1997 року по 2000 рік спостерігалося підвищення виробництва чавуну.
1999 року Алмазнянський металургійний завод було оголошено банкрутом і припинено його роботу, на чому була припинена сторічна історія заводу. Доменна піч й інші споруди були порізані на металобрухт та розібрані.

## XXI століття
| Рік  | Україна | Загалом в світі | Доля України у світовому виробництві чавуну, % |
| ---- | ------- | --------------- | ---------------------------------------------- |
| 2001 | 26364   | 586016          | 4,50                                           |
| 2002 | 27634   | 610631          | 4,53                                           |
| 2003 | 29528   | 575870          | 5,13                                           |
| 2004 | 31056   | 719123          | 4,32                                           |
| 2005 | 30782   | 800709          | 3,84                                           |
| 2006 | 32950   | 881041          | 3,74                                           |
| 2007 | 35647   | 961498          | 3,71                                           |
| 2008 | 30981   | 949582          | 3,26                                           |
| 2009 | 25676   | 933625          | 2,75                                           |
| 2010 | 27349   | 1035120         | 2,64                                           |
| 2011 | 28867   | 1104746         | 2,61                                           |
| 2012 | 28500   | 1112380         | 2,56                                           |

У 2001—2007 роках в Україні спостерігалося підвищення об'ємів виробництва чавуну. Однак, у 2008—2009 роках у зв'язку з світовою кризою об'єми виробництва чавуну впали приблизно на 28 %. Зростання металургійного виробництва у 2010—2011 роках не досягло докризового рівня.
На початок 21 століття Україна була єдиною країною у світі, що використовувала для вдування у доменні печі імпортний природний газ. У першому десятилітті 21 століття на багатьох металургійних заводах України було здійснено виключення природного газу з доменного процесу. Основним замінником газу стало пиловугільне паливо (ПВП). Одним з перших використання ПВП розпочав ДМЗ, де його використання відновилося після багаторічної перерви 2002 року. 2010 року на Алчевському металургійному заводі після модернізації завдяки введенню у експлуатацію установок з вдування ПВП стало можливим повністю відмовитися від використання природного газу при виробці чавуну.
Деякі заводи в цей час припинили свою роботу або на них було закрите доменне виробництво. Так, на початку 21 століття припинилося доменне виробництво на Костянтинівському металургійному заводі, який згодом був демонтований, у 2010 році було закрито Макіївський металургійний комбінат, на якому було демонтовано всі п'ять доменних печей (експлуатувалося три з них) і залишено лише прокатні цехи. У 2012 році на колишньому Краматорському металургійному заводі (теперішній Краматорський феросплавний завод) було демотновано одну з двох доменних печей — доменну піч № 3, відтак на заводі залишилася лише одна доменна піч № 4.

### Доменне виробництво в ОРДЛО у 2014—2017 роках
З 2014 року у зв'язку з початком війни на сході України на території ОРДЛО залишилося 3 металургійних заводи, на яких перебуває загалом 9 доменних печі загальною проектною продуктивністю біля 9,7 млн т чавуну на рік: 4 доменних печі на АМК, 3 печі на ЄМЗ та 2 печі на ДМЗ. [джерело?]